# Serhou Guirassy
Pour les articles homonymes, voir Guirassy.
Serhou Yadaly Guirassy, né le 12 mars 1996 à Arles, est un footballeur international guinéen évoluant au poste d'attaquant au Borussia Dortmund.

## Biographie

### Carrière en club

#### Enfance et débuts
Serhou Guirassy est né le 12 mars 1996 à Arles dans les Bouches-du-Rhône, de parents guinéens originaires de Touba, dans la région de Boké.
Il grandit dans le quartier de Chautemps à Montargis. Il commence la pratique du football à l'USM Montargis puis à la J3 d'Amilly, deux clubs du Loiret. Il évolue alternativement dans les deux clubs jusqu'à la catégorie des moins de 15 ans, en 2011. Avec Amilly, il marque une quarantaine de buts en championnat des moins de 15 ans DH. Après un test infructueux à l'AJ Auxerre, il est repéré par le Stade lavallois. Le club mayennais l'engage à l'issue de deux périodes d'essai.

#### Formation au Stade lavallois
Dès sa première saison au centre de formation il devient international U16. La saison suivante, sa progression est freinée par une blessure au ménisque, mais il impressionne en U17 nationaux avec douze buts et trois passes décisives en quatorze matches, avant d'inscrire un but par match en U19. En juillet 2013 il termine troisième du Tournoi de Ploufragan avec le Stade lavallois. Il signe son premier contrat professionnel en septembre 2013 et devient le plus jeune pro de l'histoire du Stade lavallois.

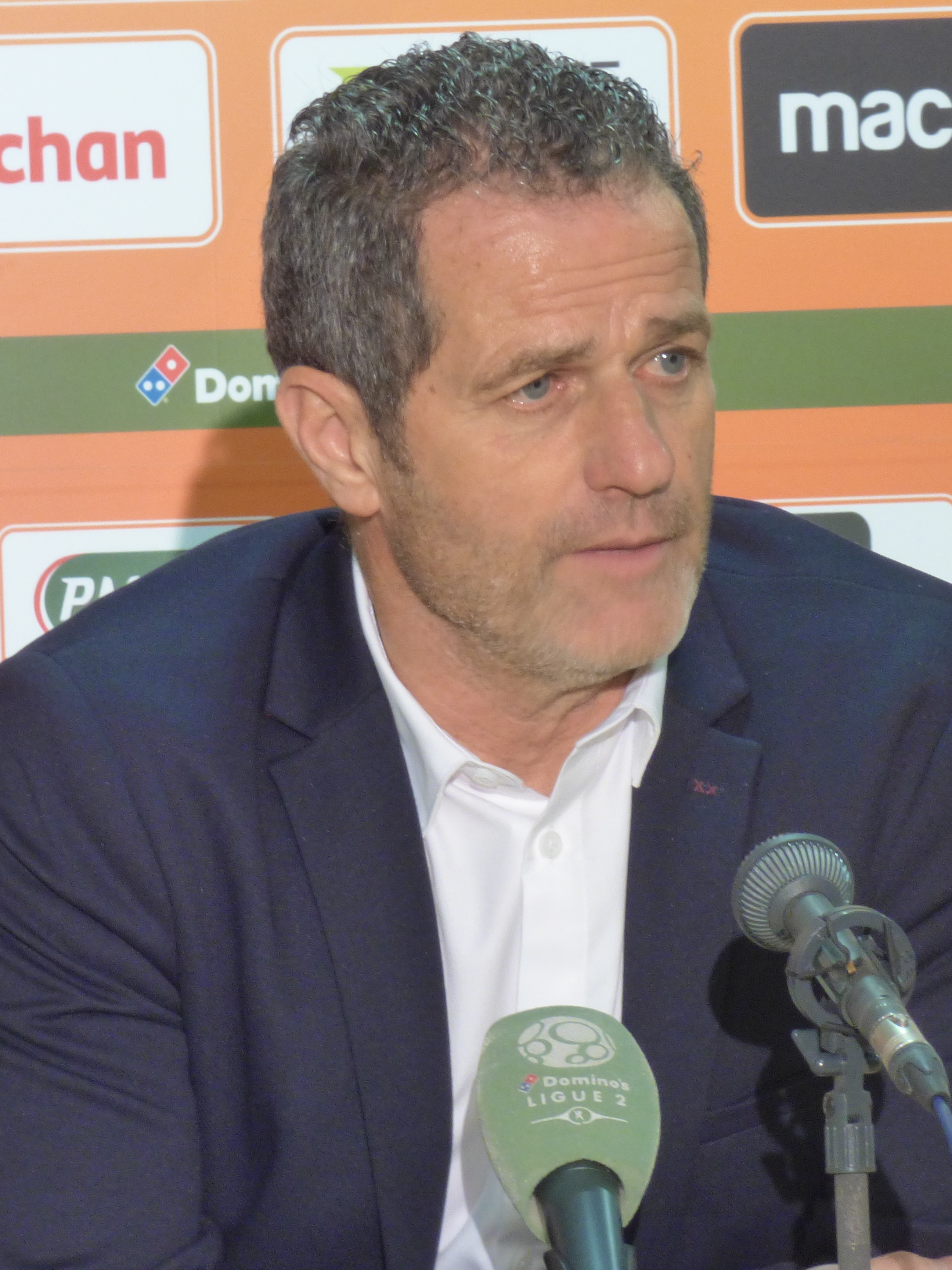
Philippe Hinschberger lance Guirassy en Ligue 2 à 17 ans.

En octobre 2013, un peu plus de deux ans après son arrivée à Laval, il fait ses débuts professionnels, lors d'un match disputé face au Havre AC, en Ligue 2, au cours duquel il remplace Amara Baby. Durant la saison 2013-2014, il dispute trois autres matchs professionnels avec l'équipe première lavalloise en Ligue 2, toujours en tant que remplaçant. Intégrant définitivement le groupe pro en 2014, il s'impose progressivement comme titulaire au sein de l'attaque mayennaise. Le 6 décembre 2014, Serhou Guirassy marque son premier but professionnel, contre les Voltigeurs de Châteaubriant, en Coupe de France, puis marque son premier but en Ligue 2 une semaine plus tard, sur la pelouse du stade Océane contre Le Havre AC. Au total, il marque sept buts et dispute trente-quatre matchs pour sa première saison professionnelle. En janvier 2020, il sera désigné dans le onze type de la décennie par la rédaction sportive de Ouest-France Laval.

#### Passage infructueux à Lille
Le 2 juillet 2015, Serhou Guirassy est transféré au LOSC Lille, avec lequel il signe un contrat de quatre ans. Le montant du transfert est estimé à un peu plus d'un million d'euros. Il découvre la Ligue 1 comme titulaire dès la journée d'ouverture face au Paris Saint-Germain avant de devenir essentiellement remplaçant, d'être utilisé avec parcimonie par l'entraîneur Hervé Renard voire relégué en équipe réserve. La Coupe de la Ligue lui permet de débuter de nouveau dans le onze de départ et d'inscrire son premier but avec les Dogues lors des seizièmes de finale face à l'ESTAC, le 28 octobre 2015 (victoire 2-1). Renard est remplacé en novembre par Frédéric Antonetti qui n'incorpore jamais Guirassy dans son groupe.
Apparu à neuf reprises toutes compétitions confondues (un but marqué) dans le Nord, il est prêté à l'AJ Auxerre le 20 janvier 2016 pour une durée de six mois. Il inscrit son premier but dès son premier match avec l'AJA contre le Tours FC le 22 janvier 2016 (victoire 2-1). Auteur de huit buts en seize matches de Ligue 2 lors de son prêt dans l'Yonne, Serhou Guirassy réalise une bonne deuxième partie de saison avec l'AJ Auxerre.

#### Trois saisons à Cologne

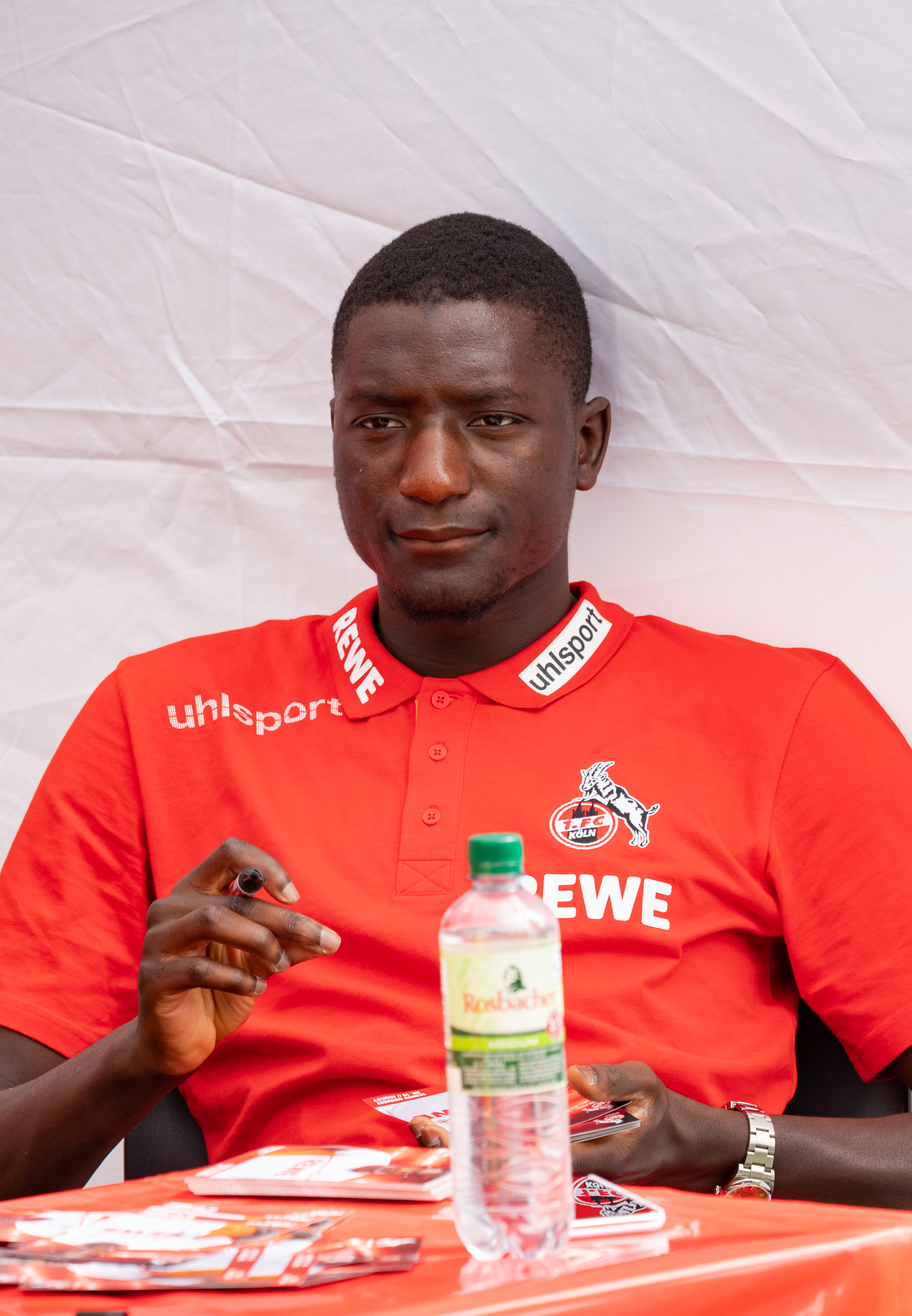
Guirassy en 2018 à Cologne.

Le 20 juillet 2016, Guirassy est transféré au FC Cologne, pour un montant estimé à six millions d'euros. Il connait une première saison difficile avec aucune titularisation.
Le 28 octobre 2017, il marque son premier but en Bundesliga à extérieur au Bayer Leverkusen lors d'une défaite 2-1. Cinq jours plus tard, il marque son premier but en Ligue Europa contre le FK BATE Borisov (victoire 5-2). Le 23 novembre 2017, il marque le seul but de son équipe lors d'une victoire 1-0 contre Arsenal en Ligue Europa, et continuera sur sa bonne série en marquant un doublé neuf jours plus tard face à Schalke 04. En 2018 le 1. FC Cologne est relégué en deuxième division. Malgré un temps de jeu relativement faible, Guirassy termine meilleur buteur de son club toutes compétitions confondues.

#### Retour en Ligue 1 à Amiens
Le 31 janvier 2019, Serhou Guirassy revient en France à l'Amiens SC, en prêt avec option d'achat. Il inscrit son premier but en Ligue 1 le 23 février 2019 contre l'OGC Nice, et devient rapidement un élément clé du club picard, jouant un rôle important pour le maintien en Ligue 1. Le 30 juin 2019, Serhou Guirassy signe définitivement à Amiens pour six millions d'euros.
Dès la deuxième journée de Ligue 1 il marque son premier but officiel de la saison face à son ancien club, le Lille OSC, dans un match que son équipe remporte 1-0. Le 4 octobre 2019, l'attaquant amiénois marque un but qui contribue à une victoire 3-1 contre l'Olympique de Marseille, jusqu'alors invaincu. Il marque également contre l'AS Monaco à la 25e journée malgré une défaite 2-1. Une semaine plus tard, le 15 février 2020, il se révèle un peu plus aux yeux du grand public en inscrivant un doublé face au PSG lors d'un match nul au scénario haletant (4-4). Après l'arrêt du championnat de France causé par la pandémie de Covid-19, la LFP décide de reléguer Amiens et Toulouse (19e et 20e) en Ligue 2. Après une saison réussie avec neuf buts en 23 matchs de championnat, Guirassy attire les convoitises du LOSC Lille, du Stade rennais FC, mais aussi de clubs anglais.

#### Stade rennais FC
Le 27 août 2020, Serhou Guirassy s'engage officiellement pour cinq ans avec le Stade rennais FC pour 15 millions d'euros,. Il devient la cinquième recrue la plus chère de l’histoire du Stade rennais. Il marque ses premiers buts avec Rennes le 13 septembre 2020 à Nîmes avec un doublé en l'espace de 27 minutes. Le 20 octobre 2020, contre le FK Krasnodar, il inscrit le premier but de l'histoire du club en Ligue des champions. Il marque quelques semaines plus tard face à Chelsea lors d'une défaite 1-2.
En 2022 il est selon L'Équipe le joueur le mieux payé du Stade rennais, avec 180 000 euros mensuels.
Le 21 mai 2022, il marque à la 93e minute d'une tête rageuse le but égalisateur face au LOSC Lille qui a permis au Stade rennais d'être directement qualifié en Ligue Europa 2022-2023.
Il est le co-meilleur buteur du Stade rennais en compétitions européennes avec 5 buts.

#### VfB Stuttgart
Le 1er septembre 2022, Guirassy est prêté au VfB Stuttgart par le Stade rennais FC avec une option d'achat. Il inscrit son premier but le 10 septembre face au Bayern Munich. Après une saison à Stuttgart à 14 buts, dont quatre lors des cinq dernières journées de Bundesliga contribuant au maintien du club, le VfB Stuttgart lève l'option d'achat de 9 millions d'euros pour un contrat jusqu'en 2026.
Guirassy commence la saison 2023-2024 sur des bases historiques. Il marque 13 buts sur ses 7 premiers matchs de Bundesliga, dépassant le record précédent de Robert Lewandowski avec 11 buts en 2019-2020. Il reste le meilleur buteur d'Europe pendant quelques semaines avant de se faire dépasser par Harry Kane. Il atteint les 20 buts en Bundesliga en seulement 18 matchs. Le 13 avril 2024, face à  l'Eintracht Francfort, il trompe à la 11e minute Kevin Trapp d'un face-à-face parfaitement maitrisé, et devient à cet instant le meilleur buteur du VfB Stuttgart sur une saison de championnat dans l'histoire du club.

#### Borussia Dortmund
À l'été 2024, Guirassy est transféré au Borussia Dortmund pour 18 millions d'euros, Il succède à Niclas Füllkrug au poste d'avant-centre. Son adaptation est immédiate, il inscrit 7 buts lors de ses 10 premiers matchs et est notamment décisif sur tous les matchs de la phase de poules de la Ligue des champions.
Il est à mi-février 2025 le meilleur buteur de la Ligue des champions avec dix buts en neuf matchs.
Le 22 février 2025 il marque un quadruplé contre 1. FC Union Berlin, il devient seulement le 5eme joueur a inscrire un quadruplé sous le maillot de Dortmund lors les 40 dernières années avec Michael Zorc, Robert Lewandowski, Pierre-Emerick Aubameyang et Erling Haaland.
Dès sa première saison, il devient le joueur africain le plus décisif sur une saison de Ligue des champions, ex aequo avec Mohamed Salah en 2017-2018.
Il inscrit un triplé en quart de finale retour de la Ligue des champions contre le FC Barcelone, insuffisant toutefois pour empêcher l'élimination de son club à ce stade de la compétition. 

#### Équipe de France jeunes

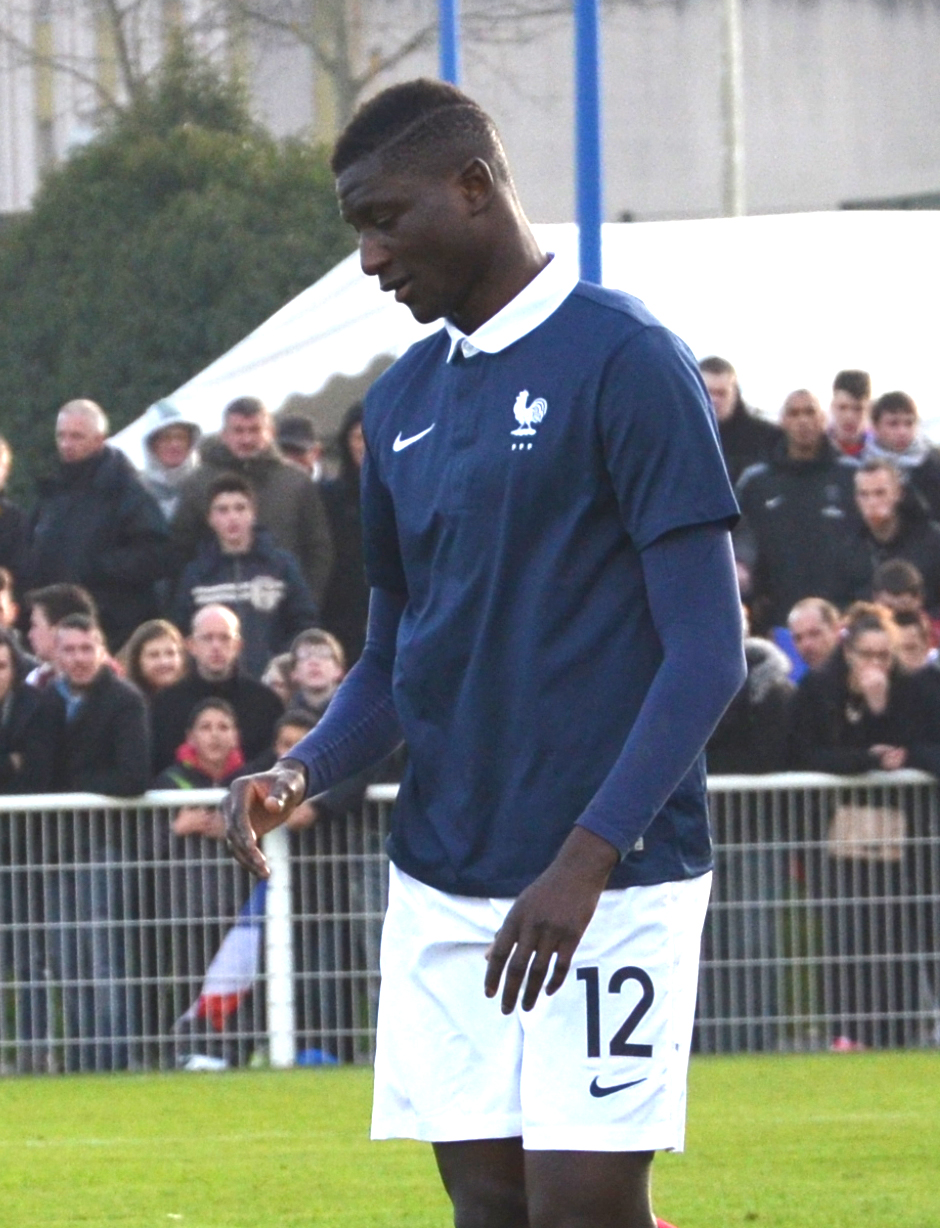
Guirassy en sélection U19.

De 2012 à 2016, Serhou Guirassy porte 24 fois le maillot des équipes de France jeunes, et inscrit onze buts.
Dès son arrivée à Laval, il montre des qualités qui lui permettent d'intégrer l'équipe de France des moins de 16 ans, avec laquelle il joue quatre matchs et marque un but, en janvier 2012.
Après deux ans et demi sans porter le maillot Bleu, ses performances en Ligue 2 lui permettent de retrouver l'équipe de France, avec laquelle il est sélectionné dans la catégorie des moins de 19 ans. Il contribue ainsi à la qualification des Bleuets pour la phase finale du championnat d'Europe de la catégorie, en marquant trois buts lors du tour élite. Aux côtés des futurs champions du monde Hernandez et Pavard, il atteint les demi-finales de l'Euro U19 2015 en Grèce.
En 2016 il est finaliste du Tournoi de Toulon avec l'équipe de France U20. Il inscrit trois buts lors de la compétition et est élu « joueur le plus élégant ».

#### Équipe de Guinée
Le 10 mars 2022, Guirassy est convoqué pour la première fois avec l'équipe de Guinée par Kaba Diawara. Il honore sa première sélection le 25 mars 2022 contre l'Afrique du Sud.
Il marque son premier but en sélection avec l'équipe de Guinée le 14 juin 2023 face à l'Égypte de Mohamed Salah durant la phase des qualifications à la Coupe d'Afrique des nations de football 2023. Il marque 3 jours après son 2e but en sélection face au Brésil lors d'une défaite 4-1 en amical.
Le 23 décembre 2023, il est retenu dans la liste des vingt-cinq joueurs guinéens sélectionnés par Kaba Diawara pour disputer la Coupe d'Afrique des nations 2023.

## Statistiques
| Saison                | Club                  | Championnat           | Championnat | Championnat | Championnat | Coupe nationale | Coupe nationale | Coupe nationale | Coupe de la Ligue | Coupe de la Ligue | Coupe de la Ligue | Compétition(s) continentale(s) | Compétition(s) continentale(s) | Compétition(s) continentale(s) | Compétition(s) continentale(s) | Barrages | Barrages | Barrages | Coupe du monde des clubs | Coupe du monde des clubs | Coupe du monde des clubs | Guinée | Guinée | Guinée | Total | Total | Total |
| Saison                | Club                  | Division              | M.          | B.          | P.d.        | M.              | B.              | P.d.            | M.                | B.                | P.d.              | Comp.                          | M.                             | B.                             | P.d.                           | M.       | B.       | P.d.     | M.                       | B.                       | P.d.                     | M.     | B.     | P.d.   | M.    | B.    | P.d.  |
| 2013-2014             | Stade lavallois       | Ligue 2               | 4           | 0           | 0           | -               | -               | -               | -                 | -                 | -                 | -                              | -                              | -                              | -                              | -        | -        | -        | -                        | -                        | -                        | -      | -      | -      | 4     | 0     | 0     |
| 2014-2015             | Stade lavallois       | Ligue 2               | 29          | 6           | 0           | 2               | 1               | 0               | 3                 | 0                 | 0                 | -                              | -                              | -                              | -                              | -        | -        | -        | -                        | -                        | -                        | -      | -      | -      | 34    | 7     | 0     |
| Sous-total            | Sous-total            | Sous-total            | 33          | 6           | 0           | 2               | 1               | 0               | 3                 | 0                 | 0                 | -                              | -                              | -                              | -                              | -        | -        | -        | -                        | -                        | -                        | -      | -      | -      | 38    | 7     | 0     |
| 2015-2016             | LOSC Lille            | Ligue 1               | 8           | 0           | 0           | 1               | 1               | 0               | -                 | -                 | -                 | -                              | -                              | -                              | -                              | -        | -        | -        | -                        | -                        | -                        | -      | -      | -      | 9     | 1     | 0     |
| 2015-2016             | AJ Auxerre (prêt)     | Ligue 2               | 16          | 8           | 0           | -               | -               | -               | -                 | -                 | -                 | -                              | -                              | -                              | -                              | -        | -        | -        | -                        | -                        | -                        | -      | -      | -      | 16    | 8     | 0     |
| 2016-2017             | 1. FC Cologne         | Bundesliga            | 6           | 0           | 0           | -               | -               | -               | -                 | -                 | -                 | -                              | -                              | -                              | -                              | -        | -        | -        | -                        | -                        | -                        | -      | -      | -      | 6     | 0     | 0     |
| 2017-2018             | 1. FC Cologne         | Bundesliga            | 15          | 4           | 0           | 2               | 1               | 0               | -                 | -                 | -                 | C3                             | 5                              | 2                              | 0                              | -        | -        | -        | -                        | -                        | -                        | -      | -      | -      | 22    | 7     | 0     |
| 2018-2019             | 1. FC Cologne         | 2. Bundesliga         | 16          | 2           | 1           | 1               | 0               | 0               | -                 | -                 | -                 | -                              | -                              | -                              | -                              | -        | -        | -        | -                        | -                        | -                        | -      | -      | -      | 17    | 2     | 1     |
| Sous-total            | Sous-total            | Sous-total            | 37          | 6           | 1           | 3               | 1               | 0               | -                 | -                 | -                 | -                              | 5                              | 2                              | 0                              | -        | -        | -        | -                        | -                        | -                        | -      | -      | -      | 45    | 9     | 1     |
| 2018-2019             | Amiens SC (prêt)      | Ligue 1               | 13          | 3           | 1           | -               | -               | -               | -                 | -                 | -                 | -                              | -                              | -                              | -                              | -        | -        | -        | -                        | -                        | -                        | -      | -      | -      | 13    | 3     | 1     |
| 2019-2020             | Amiens SC             | Ligue 1               | 23          | 9           | 1           | 1               | 0               | 0               | -                 | -                 | -                 | -                              | -                              | -                              | -                              | -        | -        | -        | -                        | -                        | -                        | -      | -      | -      | 24    | 9     | 1     |
| 2020-2021             | Amiens SC             | Ligue 2               | 1           | 1           | 0           | -               | -               | -               | -                 | -                 | -                 | -                              | -                              | -                              | -                              | -        | -        | -        | -                        | -                        | -                        | -      | -      | -      | 1     | 1     | 0     |
| Sous-total            | Sous-total            | Sous-total            | 37          | 13          | 2           | 1               | 0               | -               | -                 | -                 | -                 | -                              | -                              | -                              | -                              | -        | -        | -        | -                        | -                        | -                        | -      | -      | -      | 38    | 13    | 2     |
| 2020-2021             | Stade rennais FC      | Ligue 1               | 27          | 10          | 1           | 1               | 1               | 0               | -                 | -                 | -                 | C1                             | 4                              | 2                              | 0                              | -        | -        | -        | -                        | -                        | -                        | -      | -      | -      | 32    | 13    | 1     |
| 2021-2022             | Stade rennais FC      | Ligue 1               | 37          | 9           | 0           | 2               | 0               | 0               | -                 | -                 | -                 | C4                             | 9                              | 3                              | 3                              | -        | -        | -        | -                        | -                        | -                        | 3      | 0      | -      | 51    | 12    | 3     |
| 2022-2023             | Stade rennais FC      | Ligue 1               | 1           | 0           | 0           | -               | -               | -               | -                 | -                 | -                 | C3                             | -                              | -                              | -                              | -        | -        | -        | -                        | -                        | -                        | -      | -      | -      | 1     | 0     | 0     |
| Sous-total            | Sous-total            | Sous-total            | 65          | 19          | 1           | 3               | 1               | -               | -                 | -                 | -                 | -                              | 13                             | 5                              | 3                              | -        | -        | -        | -                        | -                        | -                        | 3      | 0      | 0      | 84    | 25    | 4     |
| 2022-2023             | VfB Stuttgart (prêt)  | Bundesliga            | 22          | 11          | 0           | 4               | 2               | 1               | -                 | -                 | -                 | -                              | -                              | -                              | -                              | 2        | 1        | 1        | -                        | -                        | -                        | 2      | 0      | 0      | 30    | 14    | 2     |
| 2023-2024             | VfB Stuttgart         | Bundesliga            | 28          | 28          | 2           | 2               | 2               | 1               | -                 | -                 | -                 | -                              | -                              | -                              | -                              | -        | -        | -        | -                        | -                        | -                        | 7      | 2      | 0      | 37    | 32    | 3     |
| Sous-total            | Sous-total            | Sous-total            | 50          | 39          | 2           | 6               | 4               | 2               | -                 | -                 | -                 | -                              | -                              | -                              | -                              | 2        | 1        | 1        | -                        | -                        | -                        | 15     | 3      | 0      | 73    | 47    | 5     |
| 2024-2025             | Borussia Dortmund     | Bundesliga            | 30          | 21          | 5           | 1               | 0               | 0               | -                 | -                 | -                 | C1                             | 14                             | 13                             | 5                              | -        | -        | -        | 5                        | 4                        | 0                        | 6      | 6      | 0      | 56    | 44    | 10    |
| 2025-2026             | Borussia Dortmund     | Bundesliga            | 0           | 0           | 0           | 1               | 1               | 0               | -                 | -                 | -                 | C1                             | 0                              | 0                              | 0                              | -        | -        | -        | -                        | -                        | -                        | 0      | 0      | 0      | 1     | 1     | 0     |
| Sous-total            | Sous-total            | Sous-total            | 30          | 21          | 5           | 2               | 1               | 0               | -                 | -                 | -                 | -                              | 14                             | 13                             | 5                              | -        | -        | -        | 5                        | 4                        | 0                        | 6      | 6      | 0      | 57    | 45    | 10    |
| Total sur la carrière | Total sur la carrière | Total sur la carrière | 276         | 112         | 11          | 18              | 9               | 2               | 3                 | 0                 | 0                 | -                              | 32                             | 20                             | 8                              | 3        | 1        | 1        | 5                        | 4                        | 0                        | 24     | 9      | 0      | 361   | 155   | 22    |

## Palmarès

### Palmarès en club
FC Cologne
- Champion de 2. Bundesliga 2018-19

VfB Stuttgart
- Vice Champion de la Bundesliga 2023-24

### Distinctions individuelles
- Joueur du mois de septembre 2023, mars 2024 et février 2025 en Bundesliga.
- 3e au Ballon d'or africain 2024, devancé par Ademola Lookman et Achraf Hakimi.
- Co-Meilleur buteur de la Ligue des champions 2024-2025 (13 buts), égalité avec Raphinha.
- Co-Meilleur buteur de la Coupe du monde des clubs 2025 (4 buts).

### Records individuels / statistiques notables
- Recordman de buts sur une saison dans l'histoire du VfB Stuttgart en championnat (28 buts).
- Second du Soulier d'or européen 2024, devancé par Harry Kane.
- Co-meilleur buteur de l'histoire du Stade rennais en Coupes d'Europes (5 buts), ex æquo avec Benjamin Bourigeaud et Gaëtan Laborde.
- Premier joueur à être décisif lors de tous les matchs de poules de la nouvelle formule de la Ligue des champions.
- Joueur le plus décisif de l'histoire du Borussia Dortmund sur une saison de Ligue des champions de l'UEFA.